# Dysdera arnoldii
Dysdera arnoldii este o specie de păianjeni din genul Dysdera, familia Dysderidae, descrisă de Charitonov, 1956. Conform Catalogue of Life specia Dysdera arnoldii nu are subspecii cunoscute.